# From the Sky Down
From the Sky Down è un film documentario degli U2 pubblicato l'8 settembre 2011 per celebrare il ventesimo anniversario della pubblicazione di Achtung Baby, con l'aggiunta di alcune scene inedite dal film Rattle and Hum e immagini d'archivio della registrazione dell'album stesso.
Il film è stato inserito nell'edizione deluxe box-set del ventesimo anniversario della pubblicazione di Achtung Baby. Il video è disponibile in DVD e Blu-ray.

## Prima
Il film ha aperto il Toronto Film Festival, l'8 settembre 2011. Per la prima volta, nella storia di questa rassegna, il festival è stato aperto da un documentario.